# Leonardo II. Tocco
Leonardo II. Tocco (zwischen 28. Mai 1374 und 25. August 1377 in Kefalonia (?); † 1418 in Zakynthos) aus der neapolitanischen Adelsfamilie Tocco war neapolitanischer Patrizier, Gouverneur von Korinth (1394/1395), ab 1399 Pfalzgraf von Zakynthos, einem Paragium der Pfalzgrafschaft Kefalonia und ab Oktober 1416 Leutnant von Arta.

## Leben

### Herkunft
Leonardo II. Tocco, der zwischen dem 28. Mai 1374 und dem 25. August 1377 geboren wurde, war der Sohn von Leonardo I. Tocco, Herr von Tocco (ab 1353) und Pfalzgraf von Kefalonia und Zakynthos (1357–1379) und dessen Frau Maddalena Buondelmonti, einer Schwester von Esau Buondelmonti, dem Despoten von Epirus. Sein Großvater Guglielmo Tocco war um 1330 Gouverneur von Korfu erhoben worden, seine Großmutter war Margherita Orsini Angelo Dukas (* um 1300; † 1339), Tochter von Nikephoros I. Komnenos Dukas Angelos, 4. Despot von Epirus und Anna Paleologa Cantacuzena, die Nichte oder Enkelin des Kaisers Michael VIII.

Ererbte Territorien, dauerhafte und temporäre Erwerbungen von Carlo I. Tocco

Leonardo war der jüngste von fünf Geschwistern (Petronilla († 1410), Giovanna (* vor 28. Mai 1374), Susanna (* vor 28. Mai 1374; † vor 1414), Carlo I. (* zwischen 28. Mai 1374 und 25. August 1377; † 4. Juli 1429)). Als Leonardo I. 1381 starb, waren beide Brüder noch minderjährig. Somit unterstanden sie der Vormundschaft ihrer verwitweten Mutter Maddalena aus dem Florentiner Haus Buondelmonti. Königin Johanna I. von Neapel, seit 1343 Herrscherin des Reiches der Anjou in Süditalien, erkannte das Erbe sogleich an. Sie wurde bereits seit 1373 von den meisten Baronen von Achaia, der fränkischen Morea, ebenfalls als Lehensgeberin anerkannt. Carlos Grafschaft war lehensrechtlich an Achaia gebunden. Er wurde allerdings erst 1390 volljährig.

### Pfalzgraf von Zakynthos
Während Leonardos älterer Bruder Carlo nach dem Tod des Vaters (1381) auf den Thron der Pfalzgrafschaft Kefalonia und Zakynthos und des Herzogtums Leukadia folgte, verzichtete Carlo I. 1399 zugunsten seines Bruders Leonardo auf Zakynthos, das von der Pfalzgrafschaft Kefalonia als Paragium oder Partagium und nicht als Apanage abgetrennt wurde. Leonardo war zwar somit seinem älteren Bruder unterstellt, hatte aber ein mit allen Rechten eines Landesherrn ausgestattetes Gebiet. Von König Ladislaus von Sizilien erhielt Leonardo den Titel eines Pfalzgrafen mit der Verpflichtung jährlich zwei Goldsporen zu bezahlen.
Leonardo besaß auch die Burgen von Torre Nermore und Spalato und das Lehen von Valta, die später von Centurione II. Zaccaria († 1432) besetzt wurden. Am 15. März 1404 erhielt er von König Ladislaus die Zusicherung der Zurückerstattung der besetzten Burgen.
In den Jahren 1394/1395 war er im Auftrag seines Bruders Carlo Gouverneur con Korinth. 1406 unterstützte Leonardo seinen Bruder Carlo an der Eroberung von Angelokastron (seit 2011 ein Ortsteil von Agrinio) und im Sommer 1407 an der Eroberung von Clarentza. 1411 eroberten die Brüder Ioannina mit nur 100 Mann und 1412 wurde die Armee der Tocco-Brüder in der Schlacht bei Kranea (wahrscheinlich das heutige Kranë im Qark Vlora, Albanien) völlig aufgerieben. Im Sommer/Herbst 1413 besiegten die Brüder mit venezianischer Hilfe Centurione II. Zaccaria in einer Seeschlacht bei Glarentza.

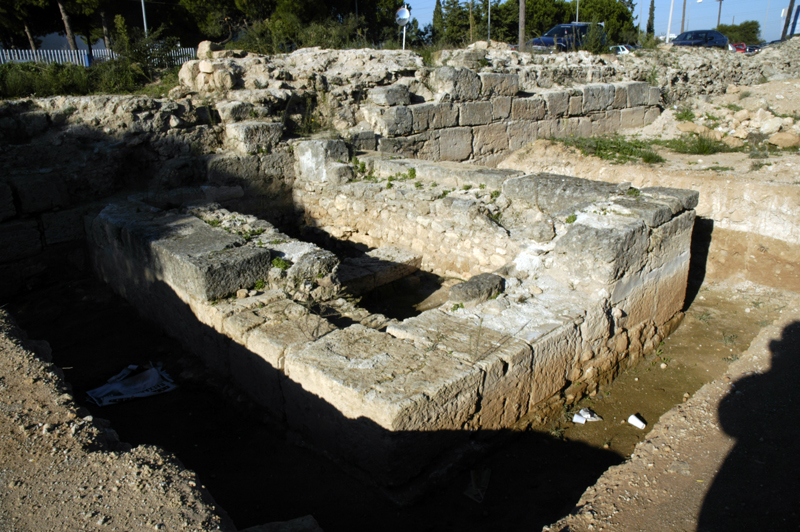
Erhaltener Teil des Walls mit Turmfundament

Im Frühjahr 1415 begab sich Leonardo als Botschafter zum byzantinischen Kaiser Manuele II. Palaiologos nach Mystras, um den Despotentitel seines Bruders Carlo zu verfechten. Während seines Aufenthaltes unterstützte er den Kaiser bei seinem Plan, eine Verteidigungsanlage an der Landenge von Korinth, dem sogenannten Hexamilion zu bauen, das 1423 beim türkischen Überfall verwüstet wurde. Außerdem stellte Leonardo Streitkräfte, um die byzantinischen Feudalherren, die dem Werk feindlich gegenüberstanden zu unterwerfen. Leonardos Truppen halfen dem Kaiser am 30. März 1415 die Rebellen in der Schlacht von Mantena (Μάντενα) zu besiegen. Im April/Mai (oder August) 1415 wurde Leonardo vom byzantinischen Kaiser Manuele II. mit den Titeln und der Würde „Megas Kontostaulos und Catacuzeno“ ausgezeichnet. 1416 besetzte er Roghì (Rodi ?) und nach der Eroberung von Arta ernannte ihn sein Bruder im Oktober 1416 zum Leutnant der Stadt und des Territoriums. Kurz darauf war er in Neapel, um dem Souverän zu huldigen. Kurz danach war Leonardo in Neapel, um der Königin Johanna II. aus dem Haus Anjou-Durazzo zu huldigen.
Leonardo starb frühzeitig im Jahr 1418 auf Zakynthos und hinterließ drei minderjährige Kinder, die von seinem Bruder Carlo, der selbst keine ehelichen Kinder hatte, adoptiert wurden.

## Familie
Im Juli 1428 heiratete seine Tochter Magdalena Tocco den letzten byzantinischen Kaiser und Despoten von Morea, Konstantinos Palaiologos, und nahm zu diesem Anlass den Namen Theodora an. Sie starb kinderlos im November 1429.
Leonardos Sohn Carlo II. Tocco erbte später die Pfalzgrafschaft Kefalonia sowie das Despotat Epirus.

## Nachkommen
Mit seiner (namentlich nicht mehr bekannten) Ehefrau hatte Leonardo II. Tocco drei Kinder:
- Carlo II. Tocco, Pfalzgraf von Kefalonia und Despot von Epirus
- Magdalena Theodora Tocco († November 1429), Herrin von Clarenza ⚭ Juli 1428 Konstantinos Palaiologos, Despot von Morea, später (nach ihrem Tod) als Konstantin XI. letzter Kaiser von Byzanz
- Creusa Tocco ⚭ Asano Centurione II. Zaccaria, Herrscher von Arkadien